# Miyake (Tokyo)
Miyake (三宅村, Miyake-mura) est un village de la sous-préfecture de Miyake, dans la préfecture de Tokyo au Japon.

## Géographie
Le village de Miyake est situé sur Miyake-jima, une île de l'archipel d'Izu dans l'océan Pacifique. Ōnohara-jima dépend également de Miyake, mais l'île est inhabitée.

### Climat
| Mois                                             | jan.      | fév.      | mars      | avril     | mai       | juin      | jui.      | août      | sep.      | oct.      | nov.      | déc.      | année     |
| ------------------------------------------------ | --------- | --------- | --------- | --------- | --------- | --------- | --------- | --------- | --------- | --------- | --------- | --------- | --------- |
| Température minimale moyenne (°C)                | 7,1       | 6,9       | 9,2       | 12,7      | 16,2      | 19,5      | 23,2      | 24,3      | 22,2      | 18,4      | 14,1      | 9,7       | 15,3      |
| Température moyenne (°C)                         | 9,9       | 10        | 12,3      | 15,8      | 19,2      | 21,8      | 25,3      | 26,6      | 24,5      | 20,8      | 16,8      | 12,5      | 18        |
| Température maximale moyenne (°C)                | 12,1      | 12,4      | 15        | 18,6      | 21,9      | 24,2      | 27,8      | 29,1      | 26,7      | 22,9      | 19        | 14,6      | 20,4      |
| Record de froid (°C) date du record              | −1,2 1976 | −1,4 1997 | −0,2 1971 | 2,8 1986  | 7,4 1953  | 12,1 1978 | 14,8 1958 | 18,2 1985 | 14,1 1997 | 8,9 1984  | 3,7 1988  | 0,9 1973  | −1,4 1997 |
| Record de chaleur (°C) date du record            | 20,1 1989 | 21,8 1959 | 22,5 2013 | 24,9 1998 | 28,1 1998 | 31,1 2011 | 32 2010   | 32,8 2020 | 32,3 2000 | 29,4 1994 | 25,7 2011 | 23,8 2004 | 32,8 2020 |
| Ensoleillement (h)                               | 114,8     | 117,9     | 133,5     | 166,7     | 181,8     | 126,8     | 182,8     | 221,9     | 136       | 103,9     | 107,2     | 108,7     | 1 693,3   |
| Précipitations (mm)                              | 150,9     | 170,9     | 275,6     | 229,3     | 243,3     | 349,7     | 240,2     | 206,6     | 330,9     | 418,9     | 234,2     | 171,1     | 3 024,7   |
| Nombre de jours avec précipitations              | 9,2       | 10,1      | 14,1      | 11,5      | 11,3      | 13,6      | 10,2      | 8,9       | 13,5      | 13,8      | 12        | 10,7      | 139,4     |
| dont nombre de jours avec précipitations ≥ 10 mm | 4,1       | 5         | 7,5       | 6,6       | 6,4       | 7,7       | 5,5       | 3,9       | 7,2       | 8         | 6,7       | 4,8       | 73,6      |
| Humidité relative (%)                            | 65        | 66        | 70        | 73        | 79        | 86        | 87        | 86        | 83        | 78        | 72        | 67        | 76        |

| Diagramme climatique                                  |              |            |               |               |               |               |               |               |               |             |              |
| J                                                     | F            | M          | A             | M             | J             | J             | A             | S             | O             | N           | D            |
| 12,17,1150,9                                          | 12,46,9170,9 | 159,2275,6 | 18,612,7229,3 | 21,916,2243,3 | 24,219,5349,7 | 27,823,2240,2 | 29,124,3206,6 | 26,722,2330,9 | 22,918,4418,9 | 1914,1234,2 | 14,69,7171,1 |
| Moyennes : • Temp. maxi et mini °C • Précipitation mm |              |            |               |               |               |               |               |               |               |             |              |

## Démographie
Au 1er février 2016, sa population s'élevait à 2 461 habitants répartis sur une superficie de 55,27 km2.

## Transports
Miyake est accessible par avion ou par ferry.